# 事故物件怪談 恐い間取り
『事故物件怪談 恐い間取り』（じこぶっけんかいだん こわいまどり）は、事故物件住みます芸人・松原タニシによるノンフィクション書籍。第1作が2018年、第2作が2020年に二見書房から刊行された。
なお、本項目では漫画版と映画版についても記述する。

## 概要
売れないお笑い芸人だった松原タニシは、2012年に松竹芸能の先輩である北野誠が出演するテレビ番組「北野誠のおまえら行くな。〜ボクらは心霊探偵団 GEAR 2nd〜」#3から#12で行われた企画「松原タニシのパラノーマル日記」で幽霊が出るといわれている事故物件に住む事になる。その際に数々の不可思議な現象を体験したので企画終了後も賃貸契約の更新時期がくると別の事故物件に引っ越し続けていて、2020年4月時点では10軒目の事故物件に住んでいる。
実際に住んでいた物件も含めて、これまでに訪れた数々の事故物件を間取り図付きで紹介する実話怪談集として、2018年6月26日に第1作『事故物件怪談 恐い間取り』が刊行される。
2020年に映画化が決定して、同年7月6日に続編となる第2作『事故物件怪談 恐い間取り2』が刊行される。

## 書誌情報
- 事故物件怪談 恐い間取り（2018年6月26日、二見書房、ISBN 978-4-576-18097-7）
- 事故物件怪談 恐い間取り2（2020年7月6日、二見書房、ISBN 978-4-576-20097-2）

## メディアミックス
松竹芸能 松原タニシ プロフィールより

### ネット配信
- おちゅーんLIVE!（2015年 - 、ニコニコ生放送・YouTube）[注 3][注 4][注 5]
- 大島てる×松原タニシの事故物件ラボ（2018年 - 、ニコニコ生放送・YouTube）毎月1回 不定期配信[13][注 6]

### 漫画
松原タニシの実話を原案として、2018年7月から雑誌『本当にあった愉快な話』で事故物件の漫画作品を連載していた宮本ぐみと組んで『ボクんち事故物件』、同年9月からウェブコミック配信サイト『やわらかスピリッツ』で奥香織と組んで『ゼロから始める事故物件生活』の連載が始まる。
『事故物件芸人のお部屋いって視るんです!』シリーズは、2019年から雑誌『あなたが体験した怖い話』でおがたちえと育代（霊能者）が松原と一緒に事故物件巡りをした時の模様を漫画化した作品。

#### あらすじ（漫画）
松原タニシは、売れないお笑い芸人としてアルバイトに追われる日々を過ごしていた。ある日、地元の大阪で行われたTV番組『北野誠のおまえら行くな。』のトークイベントに出演する機会があり、その後の打ち上げに参加すると北野誠が番組の企画で事故物件に住むことができる人物の募集をしていたので、それに応じて事故物件に引っ越しすると数々の不可思議な現象に遭遇することになる。

#### 登場人物（漫画）
- 松原タニシ
- 北野誠
- 華井二等兵：後輩芸人
- にしね・ザ・タイガー：後輩芸人
- カシューナッツ（ゆんぼだんぷ）：後輩芸人

#### 連載雑誌
- ボクんち事故物件（『本当にあった愉快な話』2018年 - ）原案：松原タニシ、作画：宮本ぐみ[14]
- 事故物件芸人のお部屋いって視るんです!（『あなたが体験した怖い話』2019年 - ）原案：松原タニシ、作画：おがたちえ、監修：育代[16]

#### 連載ウェブコミック配信サイト
- ゼロから始める事故物件生活（『やわらかスピリッツ』2018年 - 2019年）原案：松原タニシ、作画：奥香織[15]
- ゼロから始める事故物件生活（『NEWSポストセブン』2020年 - ）原案：松原タニシ、作画：奥香織[注 8]

#### 書誌情報（漫画）
- 『事故物件芸人のお部屋いって視るんです!』（2019年、ぶんか社、ISBN 978-4-8211-4505-8）取材協力：松原タニシ、作画：おがたちえ、監修：育代
- 『ボクんち事故物件』（2019年、竹書房、ISBN 978-4-8019-1925-9）原案：松原タニシ、作画：宮本ぐみ
- 『ゼロから始める事故物件生活 第1集』（2019年、小学館、ISBN 978-4-09-860275-9）原案：松原タニシ、作画：奥香織
- 『ゼロから始める事故物件生活 第2集』（2019年、小学館、ISBN 978-4-09-860421-0）
- 『ゼロから始める事故物件生活 第3集』（2019年、小学館、ISBN 978-4-09-860501-9）
- 『事故物件芸人のお部屋以外もいって視るんです!』（2020年、ぶんか社、ISBN 978-4-8211-4554-6）取材協力：松原タニシ、作画：おがたちえ、監修：育代
- 『ボクんち事故物件 2軒目』（2020年、竹書房、ISBN 978-4-8019-2346-1）原案：松原タニシ、作画：宮本ぐみ

## 映画

### 事故物件 恐い間取り
『事故物件 恐い間取り』（じこぶっけん こわいまどり）のタイトルで、2020年8月28日に全国335スクリーンにて公開された。監督は中田秀夫、主演は亀梨和也。
興行通信社の週末映画動員ランキングでは初登場1位となり、8月29日・8月30日の2日間での動員は26万3000人、興収は3億5800万円を記録した。続いて翌週の週末映画動員ランキングも1位となり、公開から10日間での累計は動員78万3000人、興収10億4000万円となった。

#### あらすじ（映画第1作）
売れない芸人、山野ヤマメは相方の中井からコンビ解消を突きつけられる。放送作家の卵となった中井は、京阪テレビの松尾プロデューサーに「芸人が事故物件に住む」企画を提案し、その企画をヤマメが行うことになった。
元々ヤマメのファンであり、メイクアップ担当としてテレビ局につとめる小坂梓には霊感があり、ヤマメの住む事故物件で「他の人には見えないモノ」を見てしまう。
ヤマメと中井が住み始めた事故物件では様々な心霊現象が起き、危険な目にも遭うが、二人はそれをネタにテレビでレギュラーをつかみ、どんどん売れっ子になっていく。しかし、中井の母が倒れ、父が事故死するなど、不幸が続くと中井は「もう事故物件からは手を引け」と言い残し去って行く。
そして、ヤマメに東京進出の報が舞い込み、梓は「その物件は危険すぎる」と必死に引き留めるが……。

#### キャスト（映画第1作）
主要キャスト
- 山野ヤマメ：亀梨和也[1]（幼少期：鴇田蒼太郎）
- 小坂梓：奈緒
- 中井大佐：瀬戸康史
- 横水純子：江口のりこ
- カオリ：MEGUMI
- 下中裕美：真魚
- 熊谷：瀧川英次
- 松尾雄二：木下ほうか
- お笑いコンビ・肉戦車：加藤諒、坂口涼太郎
- 佐々木：中田クルミ
- 団長安田
- クロちゃん
- ヒミコ：バービー
- 定食屋店主：宇野祥平
- 伊崎努：高田純次
- 篠崎：小手伸也
- 有名タレント：有野晋哉（友情出演）
- 有名タレント：濱口優（友情出演）

その他のキャスト
- コウメ太夫
- 松原タニシ[24][注 5]
- 松原美穂[24][注 4]
- 田中俊行（オカルトコレクター）[注 4]
- 築田行子（ちく☆たむ）[注 4]
- 田村響華（ちく☆たむ）[注 4]
- にしね・ザ・タイガー[注 4]
- 華井二等兵[注 4]
- 代走みつくに[注 4]
- 我こそは田中[注 4]
- 森本サイダー[注 4]
- オジンオズボーン[注 4]
- ちかえの子ども!![注 4]
- なにわプラッチック[注 4]
- みょーちゃん[注 4]
- 三日月マンハッタン[注 4]
- 紺野ぶるま[注 4]
- 倉沢しえり[注 4]
- 天然もろこし[注 4]

ノンクレジット
- 能登麻美子（予告編ナレーション、不動産従業員の声）[25]

#### スタッフ（映画第1作）
- 原作：松原タニシ『事故物件怪談 恐い間取り』（二見書房刊）
- 監督：中田秀夫
- 脚本：ブラジリィー・アン・山田[26]
- 音楽：fox capture plan[27]
- 製作：大角正、藤島ジュリーK.、有馬一昭、関根康、田中祐介、堀内蔵人、井田寛
- エグゼクティブプロデューサー：吉田繁暁
- アソシエイトプロデューサー：矢島孝
- プロデューサー：秋田周平
- 撮影：花村也寸志
- 照明：志村昭裕
- 美術：瀬下幸治
- 録音：秋元大輔
- 整音：室薗剛
- 編集：青野直子
- 装飾：中村三五
- 衣装：加藤哲也
- ヘアメイク：外丸愛
- VFXスーパーバイザー：浅野秀二
- 特殊造形：松井祐一
- 音響効果：大河原将
- 助監督：佐伯竜一
- スクリプター：吉田久美子
- キャスティング：神林理央子
- プロダクションマネージャー：山田彰久
- ラインプロデューサー：松田憲一良
- 音楽プロデューサー：高石真美
- 宣伝プロデューサー：西田雅之
- 制作協力：松竹映像センター
- 制作プロダクション：松竹撮影所[28]
- 企画・配給：松竹[29]
- 製作：「事故物件 恐い間取り」製作委員会（松竹、ジェイ・ストーム、イオンエンターテイメント、松竹芸能、GYAO、二見書房、松竹ブロードキャスティング）

#### サウンドトラック（映画第1作）
- 『映画「事故物件 恐い間取り」オリジナル・サウンドトラック』（音楽：fox capture plan、2020年8月26日発売、バップ）

#### 受賞（映画第1作）
- 第44回日本アカデミー賞 優秀助演女優賞（江口のりこ）[30]

### 事故物件ゾク 恐い間取り
『事故物件ゾク 恐い間取り』（じこぶっけんぞく こわいまどり）のタイトルで、2025年7月25日に公開された。監督は中田秀夫、主演は本作が映画単独初主演となる渡辺翔太。

#### あらすじ（映画第2作）
本作の主人公・桑田ヤヒロは工場で働きながらごく普通の生活を送っていた。しかしタレントになる夢を諦めきれず、福岡から上京。工場長に紹介してもらった芸能事務所を訪れると「事故物件住みますタレント」として活動を始めることを勧められる。TV番組やSNSのネタ欲しさに自身の部屋で四六時中動画を回しながら生活を送っていたある日、タレントとして初めての仕事でエキストラ出演したCM撮影現場にて、同じくエキストラとして参加していた春原花鈴と出会う。二人の関係はその日までと思われたが、ふいに入った飲食店でウエイトレスとして働く花鈴と偶然再会し、関係を深めていくことになる。仕事で訪れた旅館やシェアハウスなど、それぞれの物件に隠された謎を解き明かしながらも様々な事故物件を転々とするがやがて家を失なってしまったヤヒロは、花鈴と同居する。しかしそこには花鈴に隠された大きな秘密と真実、仕組まれた運命と怪奇現象があった。

#### キャスト（映画第2作）
桑田ヤヒロ（くわた やひろ）
演 - 渡辺翔太（Snow Man）（幼少期：荒生凛太郎）
本作の主人公。タレントを夢見て福岡から上京し、「事故物件住みますタレント」として活動を始める。優しい性格で人一倍憑かれやすい体質。
春原花鈴（はるばら かりん）
演 - 畑芽育（幼少期：諏訪結衣）
本作のヒロイン。ヤヒロの恋人。女優を目指している。
藤吉清（とうきち きよし）
演 - 吉田鋼太郎
ヤヒロが所属する芸能会社社長。
神室日和（かむろ ひより）
演 - 山田真歩
心霊研究家。優しすぎて憑りつかれやすいヤヒロを「事故物件住みますタレント」としていち早く見出しアドバイスをする。
小山拓巳（こやま たくみ）
演 - 加藤諒
ヤヒロが入居する「降霊するシェアハウス」の同居人。
久米海斗（くめ かいと）
演 - 金田昇
ヤヒロが入居する「降霊するシェアハウス」の同居人。
金原悟（かねはら さとし）
演 - じろう（シソンヌ）
上京したヤヒロに事故物件を紹介する不気味な浄仏不動産社員。笑顔でヤヒロにヤバい事故物件を紹介する。
籔越（やぶごし）
演 - 諏訪太朗
ヤヒロが上京前に働いていた工場に勤めるベテラン工員。
大宮憲明（おおみや のりあき）
演 - 正名僕蔵
ヤヒロが「兼続行吉のそこにはいくな」の番組中継でレポーターとして訪れる「いわくつきの古い旅館」の主人。謎が多い。
山中充輝（やまなか みつてる）
演 - 滝藤賢一
タレントになる夢を捨てきれずにいたヤヒロが上京前に働いていた工場の工場長。芸能事務所を紹介してくれる。
松原タニシ（まつばら たにし）
演 - 松原タニシ
本人役。ヤヒロが受ける心霊ホラー系番組「笑って震えて」の番組オーディションの審査員。
増田（ますだ）
演 - 増田英彦（ますだおかだ）
人気タレント。
兼続行吉（かねつぐ ゆきよし）
演 - 岡田圭右（ますだおかだ）
ヤヒロが出演する心霊ホラー系テレビ番組「兼続行吉のそこにはいくな」の司会者。
丹羽誠（にわ まこと）
演 - 那須晃行（なすなかにし）
心霊ホラー系テレビ番組「笑って震えて」のプロデューサー。
中西茂樹（なかにし しげき）
演 - 中西茂樹（なすなかにし）
ヤヒロが所属する芸能事務所の隣にある事務所の社長。
CM撮影現場の監督
演 - 河邑ミク
タレントとしての最初のお仕事でエキストラ出演したヤヒロと花鈴が出会うCM撮影現場の監督。
大島てる（おおしま てる）
演 - 大島てる
本人役。ヤヒロが受ける心霊系ホラー番組「笑って震えて」の番組オーディションの審査員。
田中俊行（たなか としゆき）
演 - 田中俊行
本人役。ヤヒロが出演する心霊ホラー系テレビ番組「兼続行吉のそこにはいくな」のスタジオ出演者。
謎の女性
演 - 佐伯日菜子
亀梨和也（かめなし かずや）
演 - 亀梨和也
本人役。タレントとしての最初のお仕事でヤヒロがエキストラ出演するCM撮影現場の出演者。
その他
- 亀本ゆず、笹原妃菜、櫂作真帆、森直子、笹原妃栞[33]

#### スタッフ（映画第2作）
- 原作：松原タニシ『事故物件怪談 恐い間取り』シリーズ（二見書房刊）
- 監督：中田秀夫
- 脚本：保坂大輔
- 音楽：fox capture plan
- 主題歌：Snow Man「SERIOUS」（MENT RECORDING）[46]
- エグゼクティブプロデューサー：吉田繁暁
- 企画・プロデュース：新垣弘隆
- プロデューサー：宇高武志、柳田裕介
- 撮影：今井孝博
- 照明：水野研一
- 美術：塚本周作
- 録音：高須賀健吾
- 整音：秋元大輔
- 編集：高橋信之
- 装飾：天野竜哉
- 衣装：加藤哲也
- ヘアメイク：外丸愛
- 特殊造形：中田彰輝
- CG：迫田憲二
- 音響効果：大河原将
- スクリプター：吉田久美子
- キャスティング：神林理央子
- 製作担当：堀井雅晃
- 助監督：佐伯竜一
- 音楽プロデューサー：高石真美
- 宣伝プロデューサー：高橋圭
- プロダクションマネージャー：阿部智大
- ラインプロデューサー：山田彰久
- 制作プロダクション：松竹撮影所
- 制作協力：松竹映像センター
- 企画・配給：松竹
- 製作：「事故物件ゾク 恐い間取り」製作委員会